# Adam Joseph Maida
Adam Joseph Maida (nascut el 18 de març de 1930) és un cardenal estatunidenc de l'Església Catòlica Romana. Va exercir com a arquebisbe de l'arxidiòcesi de Detroit, entre 1990 i 2009, sent elevat al Col·legi de Cardenals el 1994.
El cardenal Maida servit prèviament com a bisbe de la diòcesi de Green Bay entre 1984 i 1990.

## Biografia

### Joventut i educació
Adam Maida va néixer a East Vandergrift, Pennsilvània, fill d'Adam i Sophie (nascuda Cieslak) Maida. El major de tres fills, té dos germans, Thaddeus (que també va esdevenir sacerdot) i Daniel. El seu pare emigrà des de Polònia als 16 anys, mentre que la seva mare era filla d'immigrants polonesos. Ell i els seus germans van assistir a escoles públiques a East Vandergrift, ja que no hi havia locals escoles catòliques.
Maida va assistir a l'Escola Secundària Vandergrift i a la Escola Secundària Scott Township durant un any. Durant el seu segon any a l'escola secundària, va decidir entrar al sacerdoci i va ser enviat a Preparatori de Santa Maria a Orchard Lake Village, Michigan. Es va graduar de la preparatòria de Santa Maria el 1948, i després va entrar al St. De Mary College, també a Orchard Lake Village. El 1950, es va traslladar a Sant Vincent College a Latrobe, Pennsilvània, on va obtenir una llicenciatura en Filosofia el 1952. [3] Va rebre una llicenciatura en Sagrada Teologia de la Universitat de Santa Maria a Baltimore, Maryland, el 1956.

### Ordenació i ministeri
El 26 de maig de 1956, Maida va ser ordenat sacerdot pel bisbe John Dearden a la catedral de St Paul de Pittsburgh. El seu primer destí va ser com a vicari a la parròquia de St. Isabel d'Església Hongria a Pleasant Hills. Més tard va servir a l'Església dels Sants Innocents en Sheraden. El 1958, va ser enviat pel bisbe Dearden per estudiar a la Universitat Pontifícia del Laterà de Roma, on va obtenir una Llicenciatura en Dret Canònic el 1960. Ell va rebre el seu Juris Doctor de la Facultat de Dret de la Universitat de Duquesne el 1964; va ser admès per exercir l'advocacia davant de la barra per a l'estat de Pennsilvània, la Barra Federal de la Pennsylvania occidental, i el Tribunal Suprem dels Estats Units.
Maida va servir com a vici-canceller i assessor general (1965-1983) de la Diòcesi de Pittsburgh. El 1968, va ser elegit president de la Societat de Dret Canònic d'Amèrica. Va ser membre d'una comissió papal per redactar un procediment degut de procés de donar el recurs legal als laics dins de l'Església, i va participar en la revisió del Codi de Dret Canònic; per a la Conferència Nacional de Bisbes Catòlics, va treballar en l'adopció d'un procediment de degut procés i va presidir el Comitè d'Afers Canònics dels bisbes.
Va exercir com a membre del tribunal diocesà, professor de teologia al La Roche College, i com a professor adjunt de dret a la Facultat de Dret de la Universitat de Duquesne (1971-1983). També va ser capellà de la Societat de Sant Tomàs Moro.

### Bisbe de Green Bay
El 8 de novembre de 1983, Maida va ser nomenat novè bisbe de Green Bay pel Papa Joan Pau II. Va rebre la seva consagració episcopal el 25 de gener de 1984 de mans de l'arquebisbe Pio Laghi, amb els bisbes Aloysius Wycislo i Vicente Leonard servint com a co-consagradors, a la catedral de Sant Francesc Xavier.
Durant la seva permanència a Green Bay, Maida va designar la primera canceller de la diòcesi i primera directora de parròquia femenina. També va establir un programa de consell de planificació i formació en el ministeri diocesà, va iniciar un cens diocesà, va implementar el procés RCIA, i va reunir 9 milions de dòlars a través Lumen Christi de dotació per a la campanya d'educació.

### Arquebisbe de Detroit
El 1990, el Papa va nomenar el cardenal Edmund Szoka, arquebisbe de Detroit, per servir a la Cúria Pontifícia, i posteriorment es va triar Bisbe Maida com el seu successor a Detroit com el 28 d'abril d'aquest any. Maida va ser instal·lat com el quart arquebisbe de Detroit el 12 de juny.
El 26 de novembre de 1994, el Papa Joan Pau II va elevar Maida al Sacre Col·legi de Cardenals, amb el títol de cardenal prevere de Ss. Vitale, Valeria, Gervasio e Protasio. El 2000, Maida va ser nomenat el primer superior de la Missió Sui Iuris de les Illes Caiman. A l'abril de 2005, després de la mort del Papa, va viatjar a la ciutat del Vaticà com a cardenal elector per participar en el conclave que trià el papa Benet XVI. Maida ja no és elegible per votar en qualsevol conclaves futures en arribar als 80 anys el 18 de març del 2010.
Maida és l'assessor eclesiàstic al Consell Assessor Catòlica per als Fons Mutuals Ave Maria i és membre de la Junta de Síndics de la Universitat Catòlica d'Amèrica. El 2002, l'escola de Santa Gertrudis, part de les diòcesis de Greensburg en el comtat de Westmoreland, Pennsylvania, va ser renomenada "Acadèmia Cardenal Maida" en honor seu. L'escola, que imparteix educació des del jardí infantil a sisè, és a prop de la seva ciutat natal d'East Vandergrift, Pennsilvània .

### Retir
El 18 de març de 2005, Maida seguint la llei de l'Església, va presentar la seva sol·licitud de retir al Vaticà (75 anys). El Vaticà va demanar Maida que romangués com a arquebisbe fins a nou avís. El 8 de juny de 2006 Maida va celebrar el 50è aniversari de la seva ordenació sacerdotal.
El 5 de gener de 2009, la Santa Seu va anunciar l'acceptació de la renúncia de Maida i la designació d'Allen Henry Vigneron, llavors bisbe d'Oakland, com el seu successor com a arquebisbe de Detroit. Vigneron es va instal·lar el 28 de gener de 2009 a la catedral del Santíssim Sagrament a Detroit. El cardenal Maida va esdevenir administrador apostòlic de l'arxidiòcesi de Detroit i assistí l'arquebisbe Vigneron amb la transició.
Maida va celebrar la seva última missa a la catedral el 25 de gener de 2009. Això també es va dur a terme a la celebració del 25 aniversari de la seva consagració com a bisbe.